# Rongalit
Rongalit – organiczny związek chemiczny, sól będąca kompleksem hydrosulfoksylanu sodu z metanalem.
W temperaturze pokojowej, związek ten występuje w postaci bezbarwnych kryształów lub białego proszku. Jest silnym reduktorem. Jest dobrze rozpuszczalny w wodzie i alkoholu etylowym.
Jest stosowany w wyrobie włókien i farb.